# Dalwallinu
Dalwallinu (593 habitants) est un hameau situé dans la Wheatbelt en Australie-Occidentale, à 248 km au nord-est de Perth sur la Great Northern Highway.
Son nom est d'origine aborigène.
Son économie repose sur l'agriculture.